# Nikkerjaure
Nikkerjaure är en sjö i Vilhelmina kommun i Lappland och ingår i Ångermanälvens huvudavrinningsområde. Sjön har en area på 0,0541 kvadratkilometer och ligger 801,3 meter över havet.

## Delavrinningsområde
Nikkerjaure ingår i det delavrinningsområde (721484-144850) som SMHI kallar för Mynnar i Saxån. Medelhöjden är 770 meter över havet och ytan är 6,7 kvadratkilometer. Räknas de 3 avrinningsområdena uppströms in blir den ackumulerade arean 13,22 kvadratkilometer. Njereujukke som avvattnar avrinningsområdet har biflödesordning 3, vilket innebär att vattnet flödar genom totalt 3 vattendrag innan det når havet efter 385 kilometer. Avrinningsområdet består mestadels av skog (28 procent) och kalfjäll (71 procent). Avrinningsområdet har 0,05 kvadratkilometer vattenytor vilket ger det en sjöprocent på 0,8 procent.